# Sokolniki (powiat wieruszowski)
Sokolniki – wieś (dawniej miasto) w Polsce położona w województwie łódzkim, w powiecie wieruszowskim, w gminie Sokolniki.

## Położenie
Przez miejscowość przebiega droga wojewódzka nr 482.

## Części wsi
| SIMC    | Nazwa      | Rodzaj    |
| ------- | ---------- | --------- |
| 0208700 | Miasteczko | część wsi |

## Historia
Miejscowość historycznie należy do ziemi wieluńskiej i pierwotnie związana była z Wielkopolską. Ma metrykę średniowieczną i istnieje co najmniej od XIV wieku. Wymieniona pierwszy raz w dokumencie zapisanym po łacinie w 1380 pod obecną nazwą „Sokolniki” .
Miejscowość została odnotowana w historycznych dokumentach własnościowych, prawnych i podatkowych. Sokolniki były wtedy osadą służebną grodu w Rudzie (Wieluniu). W 1380 wieś leżała w dystrykcie wieluńskim. Arcybiskup nadał jej wtedy dziesięcinę płaconą w miodzie, która przeznaczona była na ufundowany przez Władysława Opolczyka szpital w Wieluniu, który potem nabyli paulini i zamienili na swój kościół. W 1393 król polski Władysław Jagiełło nadał paulinom wielkopolskim 2 donice miodu z należącej do wsi opustoszałej posiadłości, która dotąd dawała 12 donic, ponadto ustanowił opłatę po jednym wiardunku z każdego łanu w Sokolnikach. W 1454 Jan z Kalinowej odstąpił matce Nowojce m.in. wieś Sokolniki. 1511 miejscowość liczyła 7 łanów, a w 1518 11,5 łana .
W 1520 wzniesiono kościół św. Mikołaja, którego patronem był król polski Zygmunt I Stary. Do parafii sokolnickiej należały dwie wsie. Pleban z Czastar twierdził, że parafia Sokolniki jest inkorporowana do jego parafii. We wsi pleban miał dwa łany. Byli też zagrodnicy oraz młynarz. W 1533 wytyczono granice między Sokolnikami i Pichlicami a Kątami i Walichnowami. W 1552 miejscowość była wsią królewską należącą do zamku wieluńskiego. Gospodarowało w niej wówczas 30 kmieci. We wsi stał młyn, a jeden łan miał sołtys. W tym roku również odnotowano w Sokolnikach zarazę. W 1564 miejscowość leżała w starostwie wieluńskim i było w niej 30 kmieci gospodarujących na 39,5 łana, którzy płacili po florenie oraz w naturze, a także pracowali dwa dni w tygodniu. 11 kmieci płaciło borowe po 6 groszy i 12 denarów. Pierwszy karczarz dawał 2 floreny i 12 groszy, głuszca oraz zająca, a drugi florena oraz zająca i cietrzewia. Od 25 owiec dawano 5 kamieni wełny. W miejscowości odnotowano także młyn .
W końcu XVI wieku miejscowość była wsią królewską starostwa wieluńskiego, położoną w powiecie wieluńskim ziemi wieluńskiej województwa sieradzkiego Rzeczypospolitej Obojga Narodów.
Rozwój miejscowości nastąpił w czasie panowania Augusta II Mocnego. Przez Sokolniki przebiegała droga z Warszawy do Drezna. W roku 1726 powstało tu miasto nazwane od drugiego imienia króla Frydrychsztat. W roku 1791 w czasie buntu mieszczan przyjęto wszystkich chłopów do stanu mieszczańskiego i powrócono do polskiej nazwy miejscowości. Sokolniki uzyskały lokację miejską w 1726 roku, zdegradowane przed 1820 rokiem.
Od początku XIX wieku do chwili obecnej Sokolniki są wsią. Podczas okupacji w 1943 roku Niemcy zmienili nazwę wsi na Falkenhof.
W latach 1975–1998 miejscowość należała administracyjnie do województwa kaliskiego.
Miejscowość jest siedzibą gminy Sokolniki.

## Zabytki
Według rejestru zabytków Narodowego Instytutu Dziedzictwa na listę zabytków wpisane są obiekty:
- zespół pałacowy, 1775, XIX w.:
  - pałac, nr rej.: 982 z 30.12.1967,
  - oficyna, nr rej.: 983 z 30.12.1967,
  - park, nr rej.: 984 z 30.12.1967.

## Starostowie sokolniccy
- Łukasz Bniński
- Antoni Sułkowski
- Dominik Potocki[9]